# Велідники
Велідники — проміжна залізнична станція 5-го класу Коростенської дирекції Південно-Західної залізниці лінії Білокоровичі — Овруч між станціями Хайчнорин (7 км) та Білокоровичі (37,5 км). Розташована у Овруцькому районі, у селі Нові Велідники.
Станція виникла у 1935 році.
На станції зупиняються приміські потяги сполученням Коростень — Возлякове.